# Marie-Rose Geuten
Marie-Rose Geuten, née le 2 juin 1953 à Welkenraedt est une femme politique belge bruxelloise, membre d'Ecolo. 

## Fonctions politiques
- Membre du Parlement de la Région de Bruxelles-Capitale :
  - du 4 octobre 2002 au 13 juin 2004 en suppléance de Évelyne Huytebroeck
- Échevine à Etterbeek